# Paul von Bienenstamm

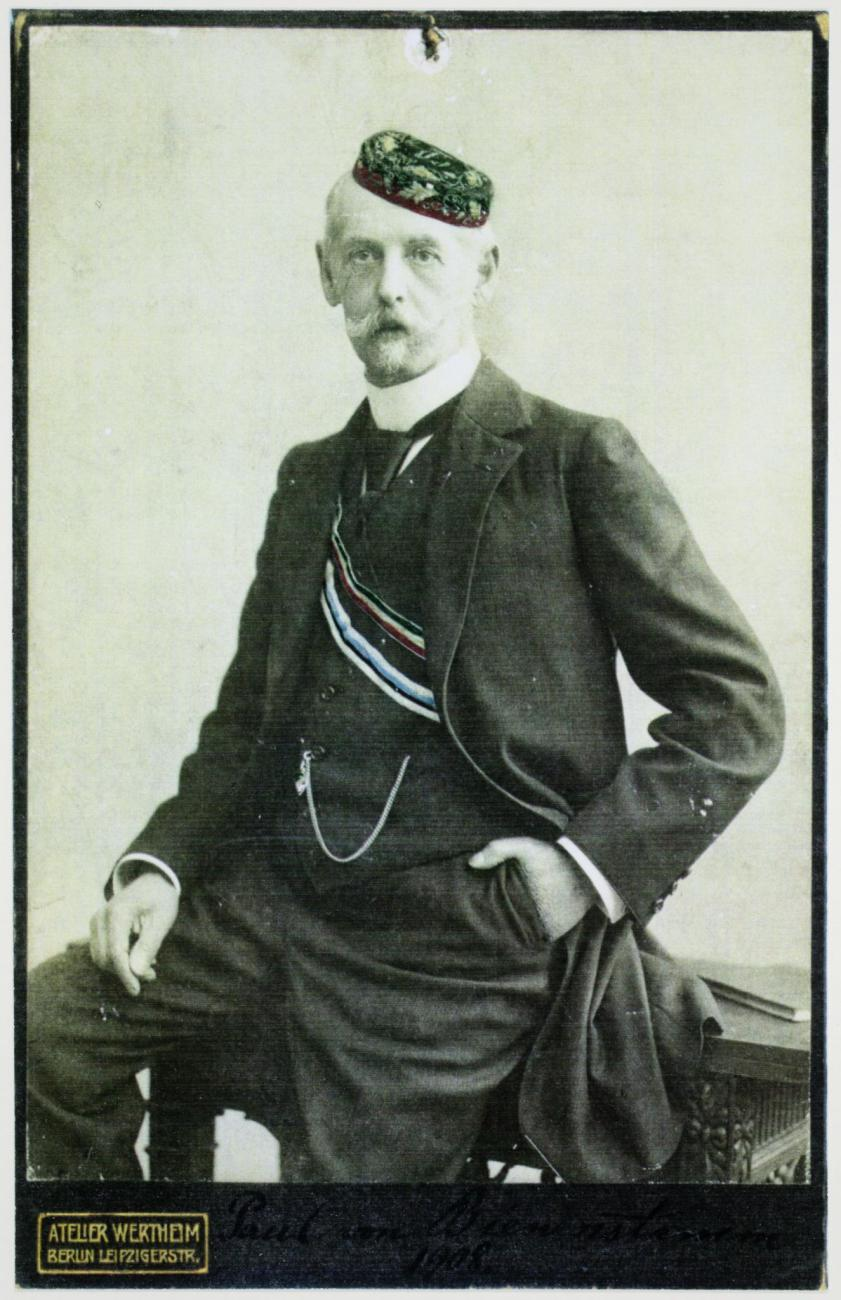
Paul von Bienenstamm

Paul Johann Peter Bienemann von Bienenstamm (* 14. September 1843 in Hasenpoth, Gouvernement Kurland; † 11. April 1911 in Menton) war ein deutsch-baltischer Finanzbeamter in russischen Diensten.

## Leben
Paul von Bienenstamm entstammte der 1794 reichsadlig nobilitierten deutsch-baltischen Familie Bienemann von Bienenstamm, deren Adel 1797 auch in Kurland anerkannt wurde. Seine Eltern waren der Sekretär des Kreisgerichts in Hasenpoth Louis von Bienenstamm (1794–1863) und dessen zweite Ehefrau Ida.
Wie viele Deutsch-Balten studierte v. Bienenstamm an der Albertus-Universität Königsberg. 1862 wurde er bei den Silber-Litthauern aktiv. Er war Bezirksinspektor der Akzise im Kreis Goldingen, im Kreis Tuckum und im Kreis Talsen. In Goldingen heiratete er zwei Mal: am 14. September 1871 Caroline Auguste Baronesse von Drachenfels (1848–1879) und am 25. Juli 1887 Elisabeth Eveline Baronesse von Roenne (1849–1894). Für den Verband Alter Corpsstudenten war er Schriftführer des Kurländischen Bezirksverbandes mit Sitz in Mitau. Ihn vertrat er regelmäßig auf den Abgeordnetentagen in Kösen. Er lebte als kaiserlich-russischer Kollegienrat a. D. in Berlin. Zwischen den dort lebenden Silber-Litthauern und dem Berliner Kreis des Corps Baltia Königsberg bestanden enge Beziehungen. Drei Silber-Litthauer, darunter Adolf Richard Stellmacher, hatten 1906 das Baltenband erhalten. Am 16. Mai 1908 folgten unter anderem Eduard Kammer, Karl von Gamp-Massaunen und Paul von Bienenstamm, dem John Koch das Band umhängte. Bienenstamm starb mit 67 Jahren an der Côte d’Azur.